# Tellimya voeringi
Tellimya voeringi is een tweekleppigensoort uit de familie van de Lasaeidae. De wetenschappelijke naam van de soort werd als Montacuta voeringi in 1879 gepubliceerd door Friele.